# 天山乳菀
天山乳菀（学名：Aster tianshanica）为菊科紫菀属的植物。天山乳菀分布在俄罗斯以及中国大陆的新疆等地，生长于海拔1,200米的地区，一般生长在河谷沼泽地，未由人工引种栽培。